# Aegomorphus phasianus
Aegomorphus phasianus es una especie de escarabajo longicornio del género Aegomorphus, tribu Acanthoderini, subfamilia Lamiinae. Fue descrita científicamente por Bates en 1861.

## Descripción
Mide 10-13 milímetros de longitud.

## Distribución
Se distribuye por Bolivia, Brasil, Costa Rica, Ecuador, Guayana Francesa, Panamá y Perú.